# Стиль, Андре
Андре Стиль (фр. André Stil; 1921—2004) — французский писатель. Лауреат Сталинской премии второй степени (1952). Член ФКП с 1940 года.

## Биография
Андре Стиль родился 1 апреля 1921 года в городе Эрни (департамент Нор на севере Франции) в семье ремесленника. В 1933—1939 учился в лицее в Валансьене. Преподавал в школах Анзенского угольного бассейна, там же получил звание профессора колледжа. В годы Второй мировой войны А. Стиль — активный участник Движения Сопротивления. После освобождения Франции в 1944—1950 годах он находится на партийной работе в департаменте Севера — работал в редакции газеты «Либерте», редактировал «Коммунистический еженедельник». В 1950—1959 годах А. Стиль главный редактор газеты «Юманите», затем её литературный обозреватель. В мае 1952 года был арестован за статью, призывавшую народ Франции протестовать против приезда в Париж американского генерала М. Б. Риджуэя. В июле того же года под давлением общественности французское правительство вынуждено было освободить писателя. Кандидат в члены и член ЦК ФКП (1950—1959).
В 1977 году избран членом Гонкуровской академии.
Известный шахматист, сыграл партию с Гарри Каспаровым.

## Творчество
В 1949 году в печати появилась первая книга А. Стиля «Горняки» («Слово „шахтёр“, товарищи») — сборник рассказов о стачечной борьбе французских горняков. В сборнике рассказов «„Сена“ вышла в море» (1950), в трилогии «Первый удар» (1951—1953, считается образцом так называемого «ждановского романа») показал борьбу французского народа против американских оккупантов, войны в Индокитае, за мир и независимость Франции. (Второй роман трилогии «История с пушкой» опубликован в журнале «Новый мир», 1952, № 8—9). Литературно-критическая книга «К социалистическому реализму» (1952). В цикле последующих произведений «Поставлен вопрос о счастье» отражены различные аспекты современной жизни: война в Алжире, перестройка в сознании молодых французов, преодоление чувства межнациональной розни, духовное формирование молодого человека в трудовой среде, рабочая солидарность. Романы «Мы будем любить друг друга завтра» (1957), «Обвал» (1960), «Последние четверть часа» (1962), «Пойдём танцевать, Виолина» (1964), «Романсон» (1976), «Бог — это дитя» (1976), «Прекрасен как человек» (1968), «Кто ?» (1969); сборники новелл «Боль» (1961), «Вид на небо» (1967), «Цветы по ошибке» (1973) и др. Повести «Сердечный человек» (1982), «Рыбная ловля с пером» (1982), «Шестьдесят четыре мака» (1984).

## Премии
- Сталинская премия второй степени (1952) — за роман «Первый удар» (1951) (первую часть одноимённой трилогии)
- Премия за народнический роман (1967) — за роман «André»
- Офицер ордена «За заслуги» (1993)
- Офицер ордена Почётного легиона (1997)